# Brian Baloyi
Brian Baloyi (Alexandra, 1974. március 16. –), Dél-afrikai válogatott labdarúgókapus.
A Dél-afrikai Köztársaság válogatott tagjaként részt vett az 1998-as világbajnokságon, az 1997-es és a 2009-es konföderációs kupán, a 2000. évi nyári olimpiai játékokon, az 1998-as és a 2002-es afrikai nemzetek kupáján.

## Sikerei, díjai
Kaizer Chiefs
- Dél-afrikai bajnok (1): 2004

Dél-Afrika
- Afrikai nemzetek kupája ezüstérmes (1): 1998